# Kotlovka (district)
Pour les articles homonymes, voir Kotlovka.
Kotlovka (en russe : Муниципальный округ Котловка) est un district municipal de la ville de Moscou, dépendant administrativement du district administratif sud-ouest.

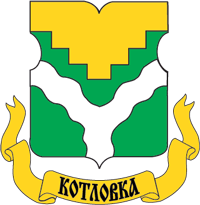
Armes du district
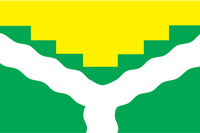
Drapeau du district

## Histoire

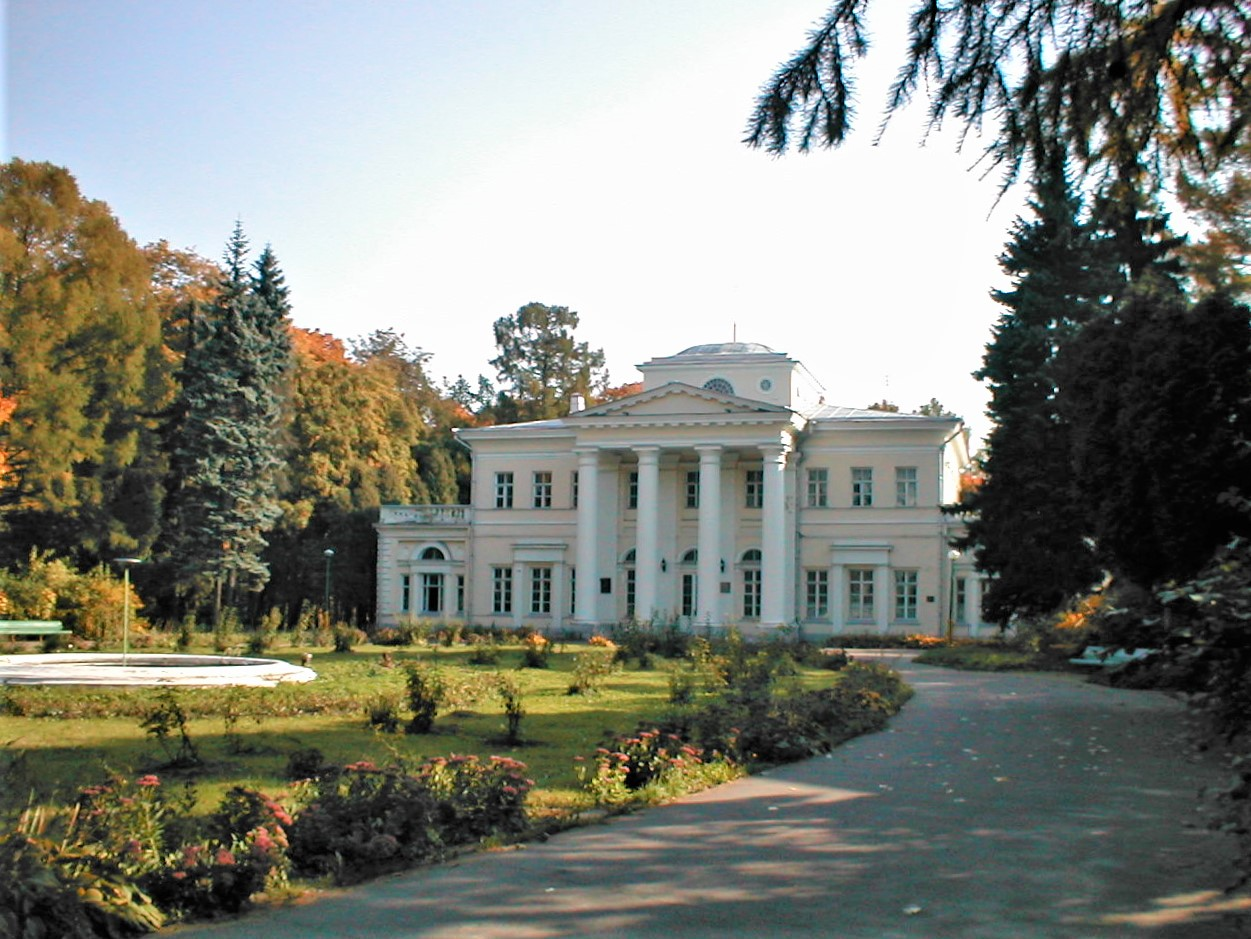
Le palais de Tcheremouchki.

Il tire son nom de la rivière Kotlovka, sur les bords de laquelle se trouvait au XVe siècle, le village de Kotly. Dans la seconde moitié du XVIIIe siècle, un palais fut construit à l'architecture néoclassique: le palais de Tcheremouchki-Znamenkoïe. Il appartint successivement aux Prozorovski, aux Galitzine, aux Menchikov qui le vendirent en 1880 au richissime marchand Vassili Iakountchikov. Son fils et héritier Nikolaï dépense de fortes sommes pour restaurer et entretenir le domaine. Il est expulsé à la Révolution d'Octobre. Du complexe d'origine du palais et du parc, il subsiste aujourd'hui l'église Znamenskaïa, le bâtiment principal du palais et les écuries. Ces deux derniers bâtiments abritent aujourd'hui respectivement l'Institut central de physique théorique et expérimentale et l'Institut d'helminthologie Constantin Scriabine.
La zone a été incluse dans la municipalité de Moscou en 1960.